# Prenning (Dorfen)
Prenning ist ein Ortsteil der Stadt Dorfen im oberbayerischen Landkreis Erding. Der Weiler liegt circa vier Kilometer nördlich von Dorfen.

## Baudenkmäler
Siehe: Liste der Baudenkmäler in Prenning